# Калайда Феофіл Климентійович
 Калайда Феофіл Климентійович — український садівник, директор Нікітського ботанічного саду у 1922—1928 роках. Герой Праці (1923).
Народився 23 липня 1866 (за іншими даними в 1864) в селі Гранів Гайсинського повіту Подільської губернії Російської імперії, нині Вінницької області України, в сім'ї фельдшера.
У 1886 році закінчив Уманське садово-агрономічне училище (нині Уманський національний університет садівництва), після чого працював завідувачем відділу та перекладачем в Успенському сільськогосподарському училищі Володимирської губернії та Псковському відділенні Російського товариства садівництва. У 1888—1891 роках продовжив свою освіту в Королівському помологічному інституті в Проскау (Пруссія), де вивчав садівництво.
У листопаді 1893 року Феофіл Калайда був призначений на посаду вченого-садівника Нікітського ботанічного саду, одночасно був викладачем спеціальних дисциплін — садівництво та прикладна ботаніка — у Нікітському училищі садівництва та виноробства.
У 1900 році був відряджений на Всесвітню виставку в Парижі для вивчення та ознайомлення з найкращими ботанічними та ландшафтними садами Західної Європи. У 1909 році здійснив поїздку до Туркестану. У 1911—1915 роках брав участь у закладці Приморського парку Нікіти. З 1910 року, у період відсутності директора саду, неодноразово виконував його обов'язки. У 1922—1928 роках був директором ботанічного саду, сутнісно ставши його першим радянським директором.
Незважаючи на події Громадянської війни та часту зміну влади в Криму, не залишив сад, зберігаючи його колекцію. Також залишався тут і під час Другої світової війни.
Помер 22 липня 1942 в період окупації Криму німецькими військами. Був похований Старому кладовищі селища Нікіта.